# Schillbalje

Schillbalje zwischen Langeoog und Spiekeroog

Schillbalje ist ein Seegatt in der Nordsee.
Es verläuft östlich der Otzumer Balje in Nordwest-Südost-Richtung zwischen dem östlichen Ende der Nordseeinsel Langeoog und dem westlichen Ende des benachbarten Spiekeroog. Südlich ist der Janssand gelegen.
Seit 2002 befindet sich nahe dem Janssand die Hydrographische Messstation Spiekeroog.